# The Heavenly Idol
The Heavenly Idol (en hangul, 성스러운 아이돌; romanización revisada del coreano: Seongseureoun Aidol) es una serie de televisión surcoreana dirigida por Lee So-yoon y Park So-yeon, y protagonizada por Kim Min-kyu, Go Bo-gyeol y Lee Jang-woo. Se emite por el canal tvN desde el 15 de febrero hasta el 23 de marzo de 2023, en horario de miércoles y jueves a las 22:30 (hora local coreana). También está disponible en las plataformas de contenidos audiovisuales Viki y Viu para algunas regiones del mundo. 

## Sinopsis
Cuando está a punto de derrotar al Maligno, Rembrary, el Sumo Sacerdote de un mundo sobrenatural, ve frustrada su victoria por una fuerza inexplicable, y se encuentra repentinamente encarnado en el cuerpo de un ídolo Kpop, el cual ha sufrido el viaje inverso. Rembrary debe adaptarse a la vida del ídolo mientras intenta desesperadamente regresar a su mundo y salvarlo del mal.

## Reparto

### Principal
- Kim Min-kyu como Rembrary-Woo Yeon-woo. Rembrary es un sumo sacerdote (Daesin-gwan) del Otro Mundo, al servicio del dios Redrin, que de repente es transportado a este mundo encarnado en el cuerpo del ídolo del Kpop Woo Yeon-woo, que es el rapero principal y segundo vocalista del grupo masculino Wild Animal.[2]
- Go Bo-gyeol como Kim, la nueva gerente de Wild Animal y gran admiradora de Woo Yeon-woo.[2][3]
- Lee Jang-woo como el Maligno (Mawang)-Shin Jo-woon, el malévolo Rey del Mal del Otro Mundo. En el mundo actual, es Shin Jo-woon, vicepresidente de RU E&M, una empresa de entretenimiento.[2]

### Secundario

#### Gente de LLL Entertainment
- Ye Ji-won como Im Sun-ja, CEO de LLL Entertainment, que es la agencia del grupo Wild Animal.[1]
- Hong Seung-beom como Choi Jeong-seo, el líder y segundo rapero de Wild Animal.[4]
- Shin Myung-seung como Hwang Tae-in, el vocalista principal de Wild Animal.[5]
- Choi Jae-hyun como Kasy, vocalista de Wild Animal.[6]
- Shin Kyu-hyeon como Cha Hae-gyeol, el miembro más joven y bailarín principal de Wild Animal.[2]
- Baek Seo-bin como el jefe Jang de la agencia de Wild Animal.[7]
- Kim Ah-young como una empleada de la agencia (cameo).[8]

#### Gente del Otro Mundo
- Cha Joo-young como Redrin, la deidad que es la creadora del Otro Mundo. Redrin aparece como una mujer adulta joven y mantiene el límite entre el inframundo y el mundo actual.[9]
- Jang Young-nam como Yeomra, la deidad del mundo actual del más allá que gobierna y supervisa el destino de los humanos.[10]
- Park Sang-nam como Sa Gam-jae/Grim Reaper, el nuevo road manager de Wild Animal, que es un ángel de la muerte para vigilar a Woo Yeon-woo.[11]

### Otros
- Tak Jae-hoon como Sun Woo-sil, un artista senior que odia a Woo Yeon-woo.[1]
- Lee Dal como Kim Moo-rok, un PD de entretenimiento que es llamado el dios del entretenimiento de supervivencia.
- Oh Jin-seok como Oh Jung-shin, el miembro más joven del grupo de chicos AX.[12]
- Kim Seo-ha como Maeng Woo-shin, un actor famoso.
- Lee Woo-tae como Vasily, el bailarín principal de los Evil Boys.[13]
- Wonjun (de E'Last) como Tifón, el miembro más joven de los Evil Boys.[14]
- Jung Su-hyeon como Raken, el líder de los Evil Boys.[15]
- Ryu Seung-moo como un hwansin, un ser misterioso que apunta a Rembrary con otro propósito mientras sirve al Maligno. Existente tanto en el mundo actual como en el Otro Mundo, un hwansin es un antiguo humano que perdió su cuerpo físico después de hacer un trato con un ser maligno.[16]

### Apariciones especiales
- E'Last como ellos mismos (ep. 1).[17]
- Nature como el popular grupo de chicas Queen Crush (ep. 2).[18]
- Ahn Se-ha como el antiguo representante de Wild Animal.[19]
- Lee Sun-bin como profesora de actuación (ep. 5).[20]

## Producción
La serie está basada en una novela web y un webtoon del mismo título.
El 24 de noviembre de 2022 se anunció el reparto de protagonistas de la serie. En el caso de Kim Min-kyu, se trata de su última serie televisiva antes de su alistamiento para cumplir el servicio militar.
El 12 de enero de 2023 se difundieron imágenes de la lectura del guion y se comunicó la fecha del 15 de febrero como el día de su estreno.

## Banda sonora original
| Parte | Fecha de publicación  | Título                                                         | Letra                            | Música                           | Artista                | Duración | Ref.          |
| ----- | --------------------- | -------------------------------------------------------------- | -------------------------------- | -------------------------------- | ---------------------- | -------- | ------------- |
| 1     | 16 de febrero de 2023 | 문득 내게 와 («De repente»)                                    | Heo Seong-jin                    | Heo Seong-jin, Diori             | Yoo Seung-woo          | 3:23     | [ 23 ] [ 24 ] |
| 2     | 23 de febrero de 2023 | 그 시절 («Esos días»)                                          | Lee Gi-hwan, Mr. Moon            | Lee Gi-hwan, Mr. Moon            | O.When                 | 4:03     | [ 25 ] [ 26 ] |
| 3     | 2 de marzo de 2023    | «Please»                                                       | Kim Beom-ju, Kim Si-hyuk         | Kim Beom-ju, Kim Si-hyuk         | Onestar (Lim Han-byul) | 3:56     | [ 27 ] [ 28 ] |
| 4     | 8 de marzo de 2023    | 서로로 채워 나갈 순간들 («Momentos para llenarse uno al otro») |                                  | Baek Seung-jae                   | MRCH                   |          | [ 29 ] [ 30 ] |
| 5     | 9 de marzo de 2023    | 아무렇지 않다고 («No me importa»)                              | Heo Seong-jin, Lee So-won        | Heo Seong-jin                    | Motte                  |          | [ 30 ] [ 31 ] |
| 6     | 16 de marzo de 2023   | 너를 만나 알 수가 있었다 («Pude conocerte»)                    | Heo Seong-jin                    | Heo Seong-jin, DUNK              | Lee Young-hyun         |          | [ 32 ]        |
| 7     | 23 de marzo de 2023   | 아주 잠시만이라도 («Solo por un momento»)                      | Lee Do-hyeong (AUG), Lee Gi-hwan | Lee Do-hyeong (AUG), Lee Gi-hwan | Byeol Eun              |          | [ 33 ]        |

## Audiencia
| Temporada | Temporada | Episodio número | Episodio número | Episodio número | Episodio número | Episodio número | Episodio número | Episodio número | Episodio número | Episodio número | Episodio número | Episodio número | Episodio número | Promedio |
| Temporada | Temporada | 1               | 2               | 3               | 4               | 5               | 6               | 7               | 8               | 9               | 10              | 11              | 12              | Promedio |
| --------- | --------- | --------------- | --------------- | --------------- | --------------- | --------------- | --------------- | --------------- | --------------- | --------------- | --------------- | --------------- | --------------- | -------- |
|           | 1         | 750             | 505             | 418             | 381             | 499             | 332             | 431             | 301             | 411             | 282             | 347             | 327             | 415      |

| Episodio | Fecha de emisión      | Índice de audiencia (Nielsen Korea) | Índice de audiencia (Nielsen Korea) |
| Episodio | Fecha de emisión      | Nacional                            | Seúl                                |
| --- | --------------------- | ----------------------------------- | ----------------------------------- |
| 1 | 15 de febrero de 2023 | 3,098 % (2.ª)                       | 3,407 % (2.ª)                       |
| 2 | 16 de febrero de 2023 | 2,017 % (2.ª)                       | 2,486 % (2.ª)                       |
| 3 | 22 de febrero de 2023 | 1,975 % (3.ª)                       | 2,251 % (3.ª)                       |
| 4 | 23 de febrero de 2023 | 1,622 % (4.ª)                       | 1,89 % (4.ª)                        |
| 5 | 1 de marzo de 2023    | 2,121 % (4.ª)                       | 2,489 % (3.ª)                       |
| 6 | 2 de marzo de 2023    | 1,432 % (4.ª)                       | 1,731 %(4.ª)                        |
| 7 | 8 de marzo de 2023    | 1,943 % (4.ª)                       | 1,883 % (5.ª)                       |
| 8 | 9 de marzo de 2023    | 1,296 % (4.ª)                       | 1,499 % (4.ª)                       |
| 9 | 15 de marzo de 2023   | 1,882 % (3.ª)                       | 2,246 % (3.ª)                       |
| 10 | 16 de marzo de 2023   | 1,369 % (4.ª)                       | 1,546 % (4.ª)                       |
| 11 | 22 de marzo de 2023   | 1,712 % (3.ª)                       | 1,663 % (4.ª)                       |
| 12 | 23 de marzo de 2023   | 1,522 % (4.ª)                       | 1,949 % (4.ª)                       |
| Promedio | Promedio              | 1,832 %                             | 2,087 %                             |
| - En la tabla superior, aparecen en azul los índices más bajos, y en rojo los más altos. - Esta serie se transmite mediante televisión por cable/TV de pago, que por lo general tiene una audiencia más pequeña en comparación con la de cadenas públicas como (KBS, SBS, MBC y EBS). |                       |                                     |                                     |